# 1885 v loďstvech
Tento článek obsahuje významné události v oblasti loďstev v roce 1885.

## Lodě vstoupivší do služby
- 31. března –  SMS Panther – chráněný křižník třídy Panther
- 16. října –  Italia – bitevní loď třídy Italia